# Hafen Chittagong
Der Hafen von Chittagong (bengalisch চট্টগ্রাম বন্দর) ist der verkehrsreichste Seehafen an der Küste des Golfes von Bengalen und der zweitwichtigste in der gesamten Region der vom Golf von Bengalen abhängigen Länder. Laut Lloyd’s war er 2016 der 76. verkehrsreichste Hafen der Welt. In der bangladeschischen Hafenstadt Chittagong und am Ufer des Karnaphuli gelegen, wickelt der Hafen von Chittagong 90 % des Export-Import-Handels von Bangladesch ab und wurde von Indien, Nepal und Bhutan für das Transshipment genutzt.
Die Überlastung ist eine große Herausforderung im Hafen von Chittagong. Zwischen Januar und Juli 2017 hatte der Hafen eine Staurate von 84,3 Stunden.

## Geschichte

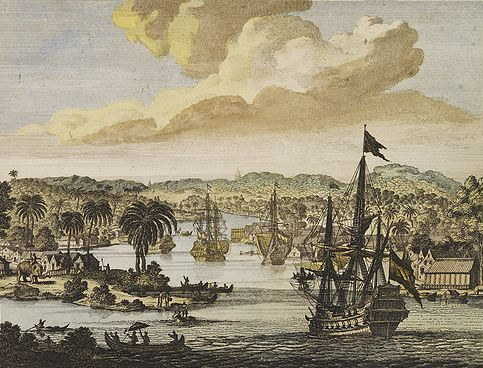
Niederländische Schiffe besuchen Chittagong während der Mogulzeit im Jahre 1702.

Das Gebiet Chittagong ist seit dem 4. Jahrhundert v. Chr. als Seehafen bekannt. Im 2. Jahrhundert erschien der Hafen auf der Karte des griechisch-römischen Kartographen Claudius Ptolemäus. Die Karte erwähnt den Hafen als einen der schönsten in der östlichen Welt. Der Periplus Maris Erythraei dokumentiert den Handel zwischen Chittagong und privaten Händlern aus dem römischen Ägypten.

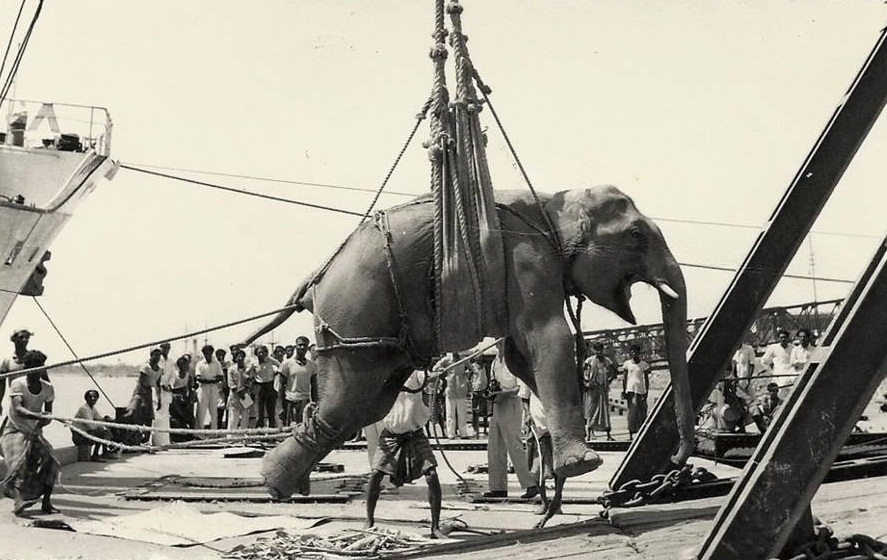
Verladung eines Elefanten im Hafen von Chittagong 1960

Arabische Händler besuchten Chittagong seit dem 9. Jahrhundert. 1154 stellte Al-Idrisi fest, dass Händler aus Bagdad und Basra regelmäßig nach Chittagong reisten. Arabische Händler spielten eine wichtige Rolle bei der Verbreitung des Islam in der Region. Der Hafen erscheint in den Reiseberichten der chinesischen Entdecker Xuanzang und Ma Huan. Der marokkanische Entdecker Ibn Battūta und der venezianische Reisende Niccolo di Conti besuchten den Hafen im 14. Jahrhundert. Der historische Hafen hatte Schiffshandel mit Afrika, Europa, China und Südostasien.
Die portugiesische Enklave in Chittagong konzentrierte sich im 16. und 17. Jahrhundert auf den Hafen. Nach der Vertreibung der Portugiesen kam Chittagong unter die Herrschaft des Mogulreiches und wurde Islamabad genannt. Es wurde zu einem wichtigen Schiffbauzentrum, das die mogulische und osmanische Marine versorgt. Nach dem Aufstieg der britischen Dominanz in Bengalen nach der Schlacht von Plassey übergab der Nawab von Bengalen 1760 den Hafen an die British East India Company.

### Moderne

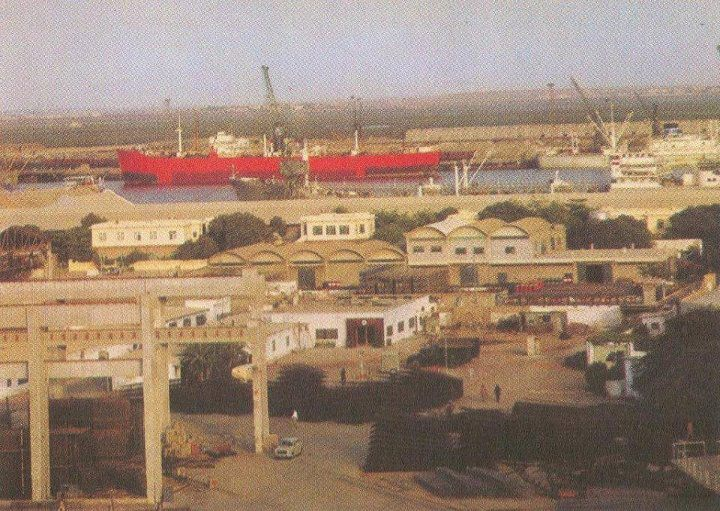
Der Hafen von Chittagong im Jahr 1960

Der moderne Hafen von Chittagong wurde 1887 unter dem Port Commissioners Act im British Indian Empire gegründet. Der Hafen nahm 1888 unter einem Beauftragten seinen offiziellen Betrieb auf. Die verkehrsreichsten Handelsverbindungen bestanden mit Britisch-Burma, einschließlich der Häfen Akyab und Rangoon, und anderen bengalischen Häfen, einschließlich Kalkutta, Dhaka und Narayanganj. Im Jahr 1889–90 wurden im Hafen Exporte in Höhe von 125.000 Tonnen umgeschlagen. Die Strandstraße wurde neben dem Hafen gebaut. Zwischen 1905 und 1911 war Chittagong der wichtigste Seehafen von Ostbengalen und Assam. Es wurde zur Endstation der Assam Bengal Railway gemacht. So umfasste das Hinterland des Hafens das gesamte koloniale Assam (das heutige Nordostindien). Der Handel zwischen Britisch-Indien und Britisch-Burma nahm im frühen 20. Jahrhundert rapide zu. Der Golf von Bengalen wurde zu einem der verkehrsreichsten Schifffahrtszentren der Welt und konkurrierte mit dem Verkehr der Häfen am Atlantik. 1928 erklärte die britische Regierung Chittagong zum "Haupthafen" von Britisch-Indien. Chittagong war wichtig für die Erdölindustrie, die sich in Assam und Burma entwickelte. Es wurde für den Jute- und Reishandel verwendet. Während des Zweiten Weltkriegs wurde der Hafen von Chittagong von den Alliierten im Rahmen des Burmafeldzugs genutzt.
Nach der Teilung Indiens besuchte der Generalgouverneur Pakistans, Muhammad Ali Jinnah, Chittagong und betonte dessen Bedeutung und Zukunftspotenzial. Der Chittagong Port Trust wurde 1960 in Ostpakistan gegründet. 100 Mitarbeiter des Hafens von Chittagong wurden 1971 während des Bangladesch-Krieges getötet. Die sowjetische Pazifikflotte wurde nach dem Krieg mit der Minenräumung und Bergung im Hafen beauftragt. Der Hafen profitierte in den Jahren nach der Unabhängigkeit vom Wachstum der Schwerindustrie und der Logistik in der Metropolregion Chittagong. Die Gewerkschaftsbewegung war Ende der 1990er Jahre stark.
Eine große Erweiterung erfolgte mit dem Bau des neuen Anlegeterminals in der ersten Dekade des 21. Jahrhunderts.

## Verwaltung
Die Chittagong Port Authority ist für die Verwaltung des Hafens verantwortlich.

## Anlagen

### Anlegestellen

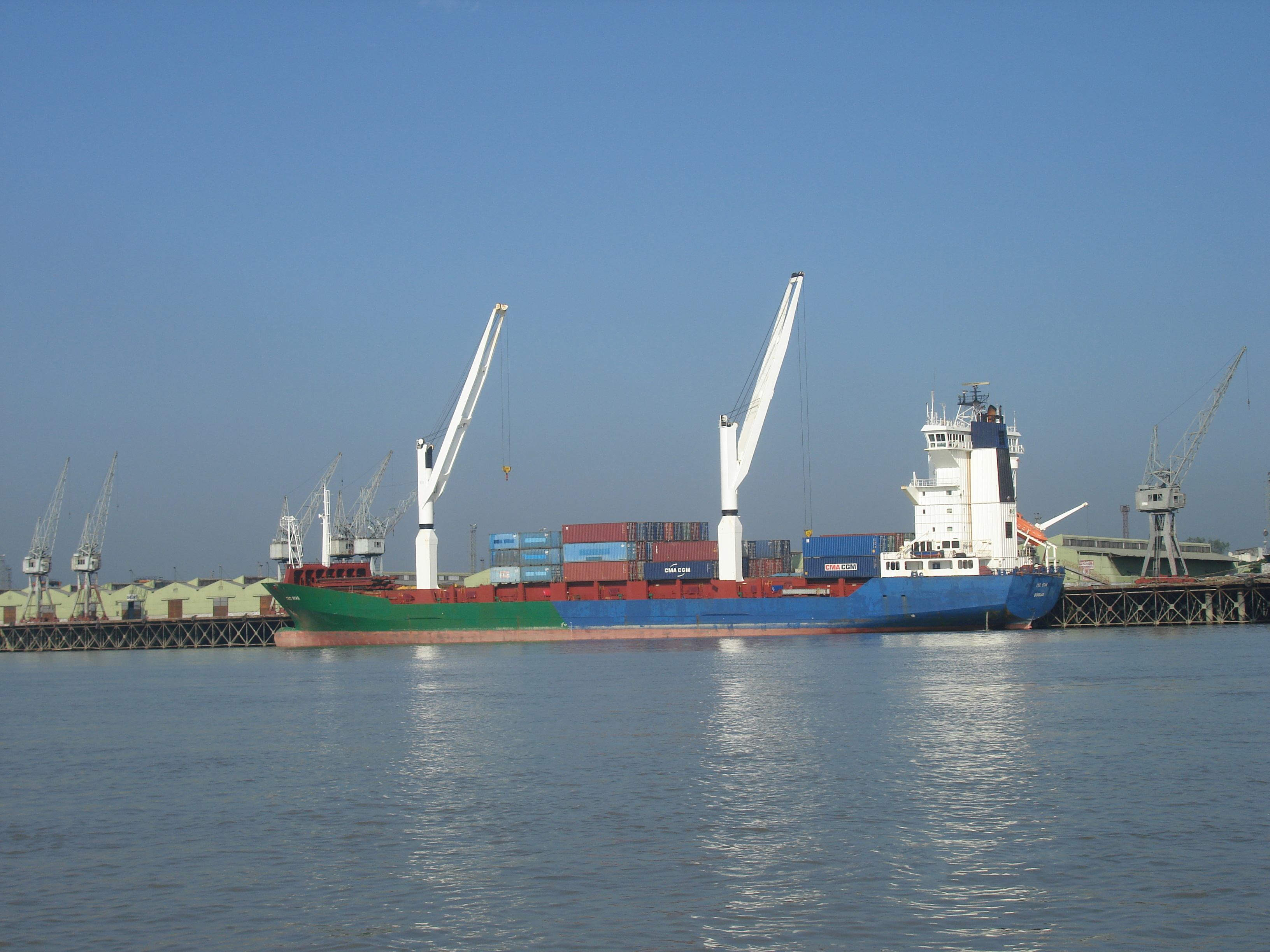
Ein älterer Steg im Hafen

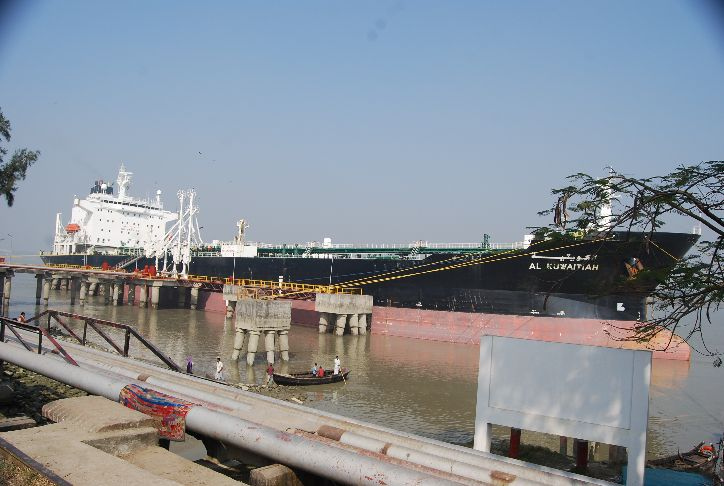
Ein Öltanker in Chittagong

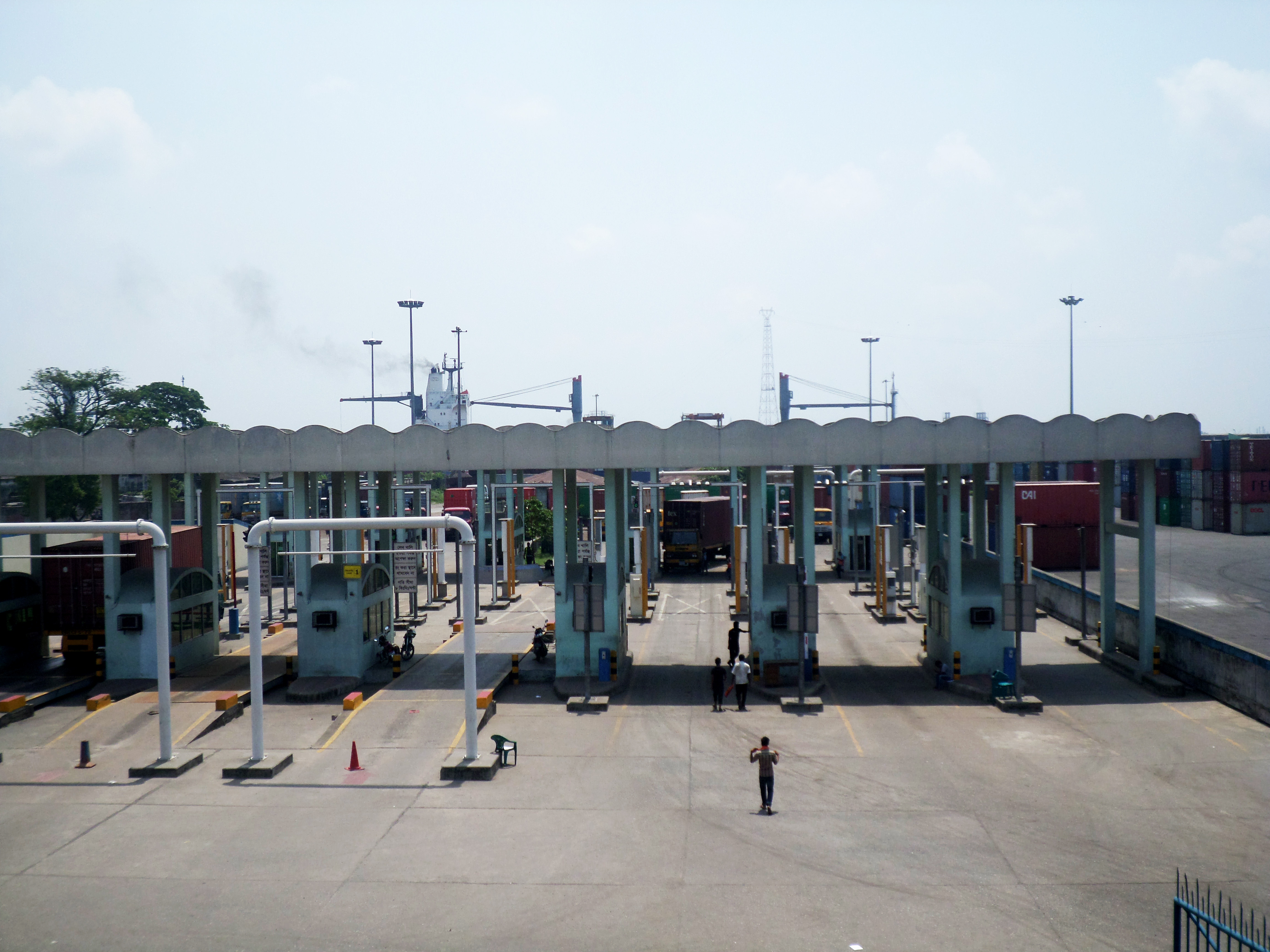
Hafengebiet Chittagong

| Art der Anlegestelle     | Anzahl der Anlegestellen | Bemerkungen |
| ------------------------ | ------------------------ | --- |
| Stückgut                 | 6                        | |
| Container                | 14                       | |
| Öl                       | 3                        | Für den Umschlag von Roh- und Produktölschiffen bis 186 Meter Länge                                              |
| Getreide                 | 1                        | Schiffe bis 186 Meter Höhe                                                                                       |
| Zement                   | 1                        | |
| TSP                      | 1                        | Schiff bis 175,25 Meter Höhe                                                                                     |
| Chittagong Ureadünger    | 1                        | Schiffe bis 176 Meter und können bis zu einem maximalen Tiefgang von 8,5 Metern beladen werden.                  |
| KAFCO Urea               | 1                        | Schiffe mit einer Lüa von 186 Metern                                                                             |
| KAFCO Ammoniak           | 1                        | Schiffe mit einer Lüa von bis zu 186 Metern können bis zu einem maximalen Tiefgang von 9,2 Metern beladen werden |
| Trockendock              | 3                        | |
| Flussanlegestelle Nr. 3  | 1                        | Schiffe bis 182,9 Lüa und 7,76 Meter Tiefgang für Speiseöl und POL in großen Mengen                              |
| Flussanlegestelle Nr. 8  | 1                        | Schiffe bis 186 Meter und 8 Meter Tiefgang für Pflanzenölträger                                                  |
| Flussanlegestelle Nr. 9  | 1                        | Schiffe bis 186 Meter und 6 Meter Tiefgang für die Reparatur des Schiffes / Ablagerung.                          |
| Flussanlegestelle Nr. 10 | 1                        | Schiffe bis 145 Meter LOA und 7,5 Meter Tiefgang für die Reparatur des Schiffes / Ablagerung.                    |

### Containerterminals
Der Hafen verfügt über mehrere Containerterminals, von denen sich die meisten im Besitz privater Unternehmen befinden.
- New Mooring Terminal
- Chittagong Container Terminal
- KDS Logistics Terminal[18]
- Orient Overseas Container Line (OOCL) Terminal[19]
- Summit Alliance Container Terminal[20]

### Industrieterminals
- Eastern Refinery Terminal

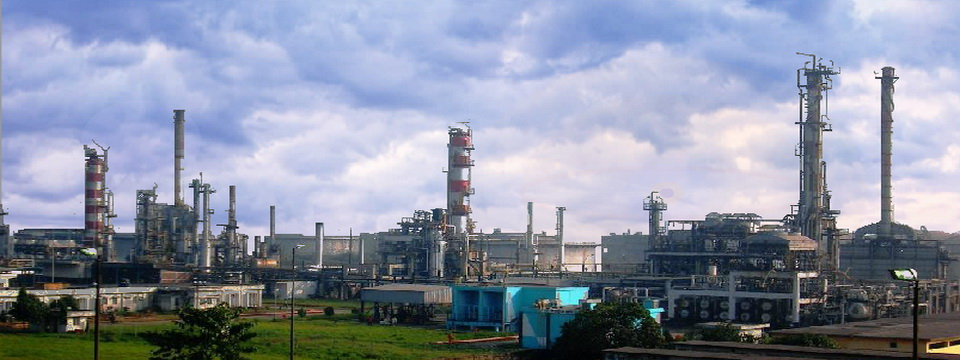
Die Eastern Refinery

- Karnaphuli Fertilizer Company (KAFCO) Terminal
- Jamuna Oil Company Terminal
- Padma Oil Company Terminal
- Meghna Petroleum Terminal
- Omera Fuels Limited Terminal[21]

## Sicherheit

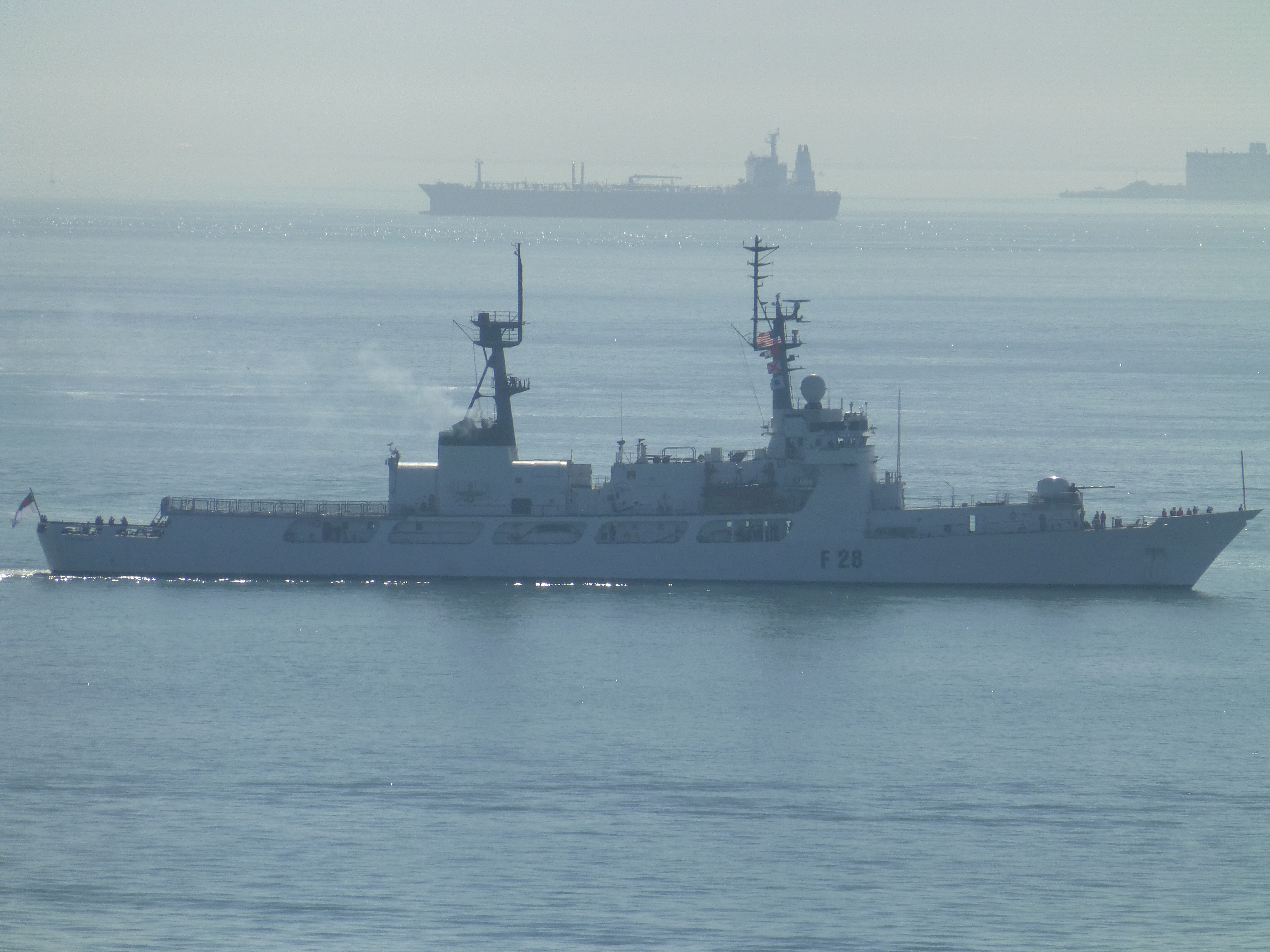
Die BNS Somudra Joy ist eine von zwei Kuttern, die von der bangladeschischen Marine eingesetzt werden, um das Gewässer vor dem Hafen zu überwachen.

Die bangladeschische Küstenwache ist für die Sicherheit in der Nähe des Hafens zuständig.

### Marine- und Luftwaffenbasis
Die größte Marinebasis der bangladeschischen Marine, die BNS Issa Khan, und die Bangladesch Marineakademie befinden sich im Hafen von Chittagong. Der Hafen ist die Heimatbasis der meisten Einheiten der bangladeschischen Marine, einschließlich der U-Boot-Flotte. Die in Chittagong beheimateten Marineeinheiten veranstalten oft gemeinsame Übungen mit den Marinen anderer Länder und besuchen auch ausländische Marineschiffe. Eine Raketenstartrampe befindet sich in der Nähe des Hafens. Die Luftwaffe von Bangladesch unterhält ihre BAF Zahurul Haq Air Base in der Nähe des Hafens. Darüber hinaus betreibt die bangladeschische Marine eine luftgestützte Überwachungsstaffel.

#### Kriminalität
Im Jahr 2000 gab es die meisten Überfällen in der bis dahin dokumentierten Geschichte von Chittagong. Viele der Überfälle führten zum Diebstahl von Festmacherleinen, Opferanoden und anderen beweglichen Teilen von Schiffsausrüstungen. Im Jahr 2005 hatte Chittagong die höchste Anzahl von Überfällen in einem Hafengebiet der Welt. Aus diesem Grund hat die Regierung Bangladeschs die Präsenz der Marine und der Küstenwache in der Region erhöht.